# Synagoge Ratibor
Koordinaten: 50° 5′ 29,2″ N, 18° 13′ 17,3″ O

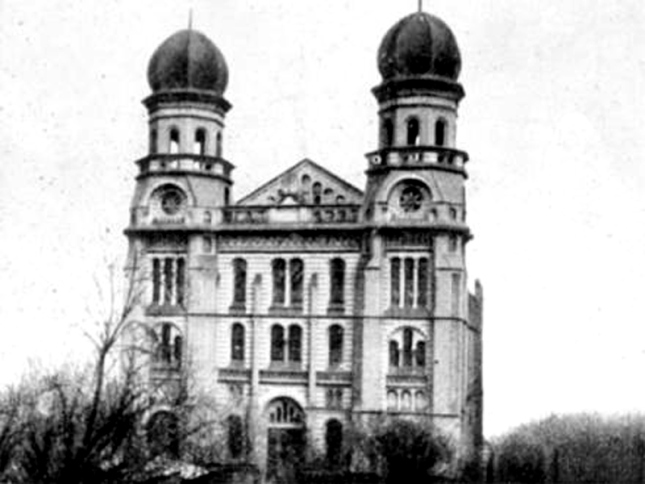
Die Synagoge von Ratibor um 1920

Die Synagoge Ratibor war eine Synagoge an der Szewska-Straße in Racibórz (deutsch Ratibor). Sie war ein siebenachsiger Sakralbau  mit maurischen Einflüssen in Form einer Basilika mit zwei Türmen an der Westseite und Emporen.

## Geschichte
Schon im Jahr 1495 gab es in Ratibor eine Synagoge, die jedoch 1510 aufgegeben werden musste, da die örtlichen Juden zum Verlassen der Stadt gezwungen wurden.
1803 wurde ein Königliches Juden-Toleranz-Amt eingerichtet, und am 11. März 1812 erließ Friedrich Wilhelm III. das Preußische Judenedikt. Darauf konnte in Ratibor wieder eine jüdische Gemeinde errichtet werden. 1829 wurde die erste Synagoge erbaut. Nachdem diese zu klein geworden war, wurde 1887–1889 an gleicher Stelle eine neue, größere Synagoge im maurischen Stil erbaut, geschmückt mit einer Menora, die aus Barcelona importiert wurde.
Beim Novemberpogrom 1938 wurde der Sakralbau in Brand gesteckt. Die Ruine des Gebäudes überstand den Zweiten Weltkrieg, blieb bis in die 1950er Jahre stehen und wurde 1958 auf behördliche Anordnung abgerissen. Heute befindet sich an dem ehemaligen Standort ein Park.
Im Jahr 2001 wurde an der Stelle der ehemaligen Synagoge eine Gedenktafel angebracht, zur Erinnerung an die jüdischen Familien aus Ratibor, die Opfer des Nationalsozialismus wurden.

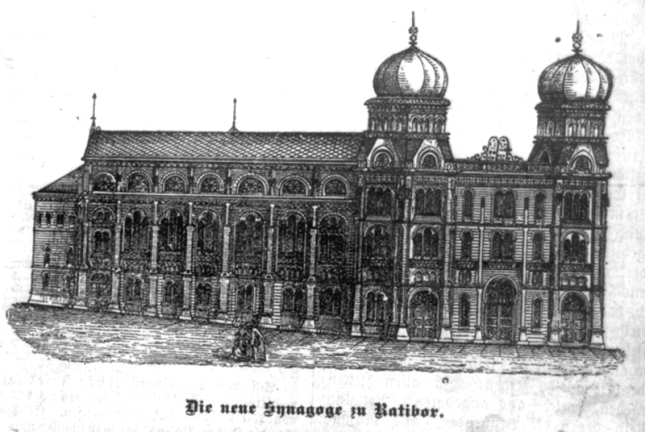
Zeichnung der Synagoge um 1912
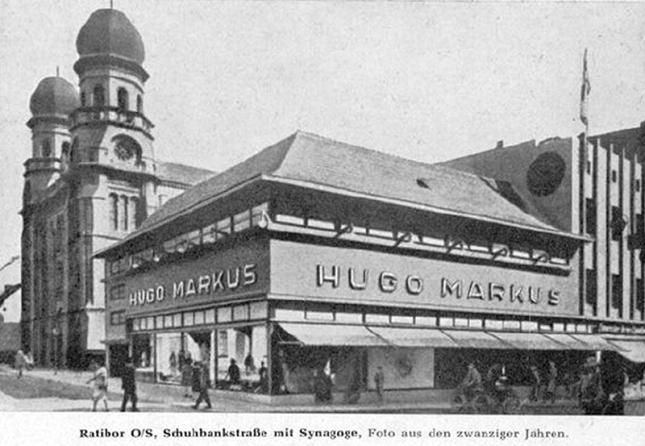
Seitenansicht
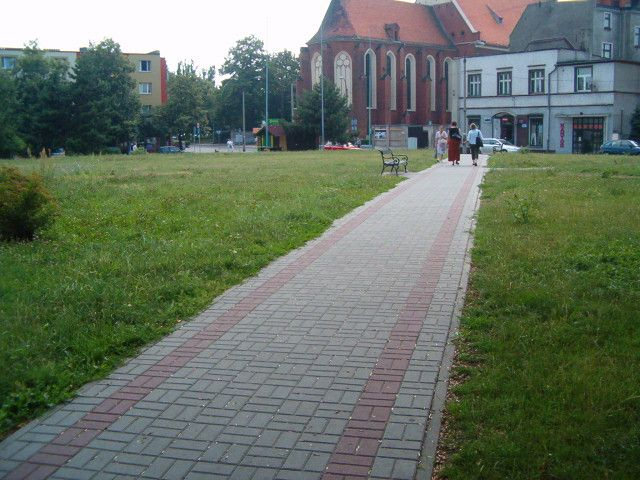
Derzeitige Situation